# Убийство Жуаны Сиприану
Жуа́на Изабе́л Сиприа́ну (порт. Joana Isabel Cipriano; род. 31 мая 1996) исчезла 12 сентября 2004 года в деревне Фигейра, недалеко от Портимана в Алгарви, Португалия. Расследование криминальной полиции Португалии заключило, что её убили родные мать Леонор и дядя Жуан, которых девочка застала за инцестом. Тело Жуаны так и не было обнаружено.
В октябре 2004 года мать и дядя дали признательные показания: Жуан сказал, что расчленил тело племянницы и отвёз в Испанию. Леонор на следующий день отказалась от своих слов, утверждая, что подверглась избиению во время 48-часового допроса. Сотрудники полиции зафиксировали наличие синяков на лице и теле женщины и заявили, что она бросилась с лестницы в полицейском участке, пытаясь совершить самоубийство. Оба подозреваемые были приговорены к 16 годам тюрьмы за убийство (по другим данным, мать Жуаны была приговорена к 20 годам, а дядя — к 19 годам лишения свободы). Это дело стало первым в истории судопроизводства Португалии, которое прошло без наличия тела жертвы.
Пять офицеров были обвинены в различных преступлениях, трое из которых были оправданы. Один из осуждённых — старший инспектор Гонсалу Амарал вёл расследование по делу об исчезновении Маделин МакКанн, британской девочки, пропавшей в мае 2007 года в близлежащем курорте Прая-да-Луш. Амарал не присутствовал во время предполагаемого покушения, но был обвинён в покрывании других офицеров и в фальсификации документов расследования. Ему вынесли 18-месячный условный приговор.
Некоторое сходство в обоих случаях — обе жертвы бесследно исчезли на расстоянии 11 км с разницей в три года, оба дела велись офицерами, которые не смогли ограничить места преступлений; обе матери проводили кампании по поиску своих дочерей и обе получили обвинения в причастности к преступлению.

## Исчезновение и расследование
Восьмилетнюю Жуану Сиприану последний раз видели около 8 часов вечера по пути в местный магазин за молоком и банкой тунца. Сосед видел возвращающуюся девочку примерно в 200 метрах от её дома. Леонор Сиприану запустила кампанию в округе, чтобы найти дочь, распространяла листовки среди соседей.
В прокуратуре утверждали, что Жуану убили, потому что она стала свидетелем кровосмесительной связи её матери и дяди. Леонор созналась в убийстве дочери спустя 48 часов непрерывных допросов. Её брат Жуан признался, что напал на Жуану, расчленил её тело, сложил в холодильник, который погрузил в старый автомобиль, и отвёз в Испанию, чтобы уничтожить и сжечь. Когда его спросили о сексуальном насилии над девочкой, он ответил: «Я не обижал её, а лишь убил».

## Споры

### Неправомерные действия полиции
Леонор отказалась от своих слов на следующий день после показаний, утверждая, что её избивали. На её теле и лице было зафиксировано множество синяков. По словам полиции, женщина пыталась совершить самоубийство, бросившись с лестницы в полицейском участке. Пятеро офицеров, в том числе Гонсалу Амарал, руководитель региональной криминалистической полиции в Портимане, получили обвинения в ряде преступлений. В обвинительном заключении утверждалось, что некоторые из них били Леонор картонной трубой, надевали целлофановый пакет на голову и заставляли её стоять коленями на стеклянных пепельницах
С троих офицеров — Леонела Маркеша, Паулу Перейру Криштована и Паулу Маркеша Бона — сняли обвинения в избиении подозреваемой. Амарал не присутствовал в момент предполагаемого избиения, но обвинялся в покрывании других офицеров. Амарал не признал вины. Его осудили за лжесвидетельство в мае 2009 года по факту фальсификации документов и получил условный приговор сроком 18 месяцев. Другой офицер Антониу Нунеш Кардозу был также признан виновным в подлоге документов и получил два с половиной года условно.

### Сравнение с делом Макканн
Деревня Фигуэра лежит в 11 км от Прая-да-Луш, где 3 мая 2007 года пропала Мэдлин Макканн. В обоих случаях матери организовывали поисковые кампании, чтобы найти своих дочерей, и оказывались в числе главных подозреваемых.
Специалист по защите детей Марк Уильямс-Томас считает, что исчезновения Жуаны и Мэдлин связаны между собой, поскольку пропажа двух незнакомых между собой детей с разницей в 4 года, на расстоянии всего 11 км друг от друга является большим совпадением, учитывая небольшие размеры Португалии с низким числом пропажи людей. До исчезновения Жуаны в ноябре 1990 года в регионе Алгарви случилось убийство английской девочки — 9-летней Рейчел Чарльз, которую похитили и убили в Албуфейре. Её тело три дня спустя нашёл британский механик и друг семьи Майкл Кук. Его арестовали и осудили. Гражданский муж Леанор, Леандро Силва в 2007 году заявил, что «единственное различие между МакКаннами и нами в том, что у нас нет денег».